# 分子ピンセット

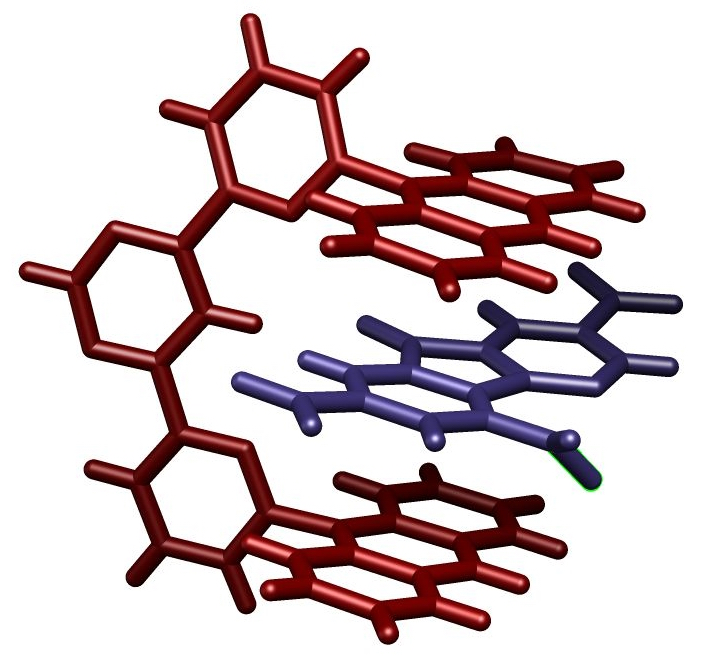
図1. 分子ピンセットに挟まれているトリニトロフルオレン、ジャン＝マリー・レーンらの報告

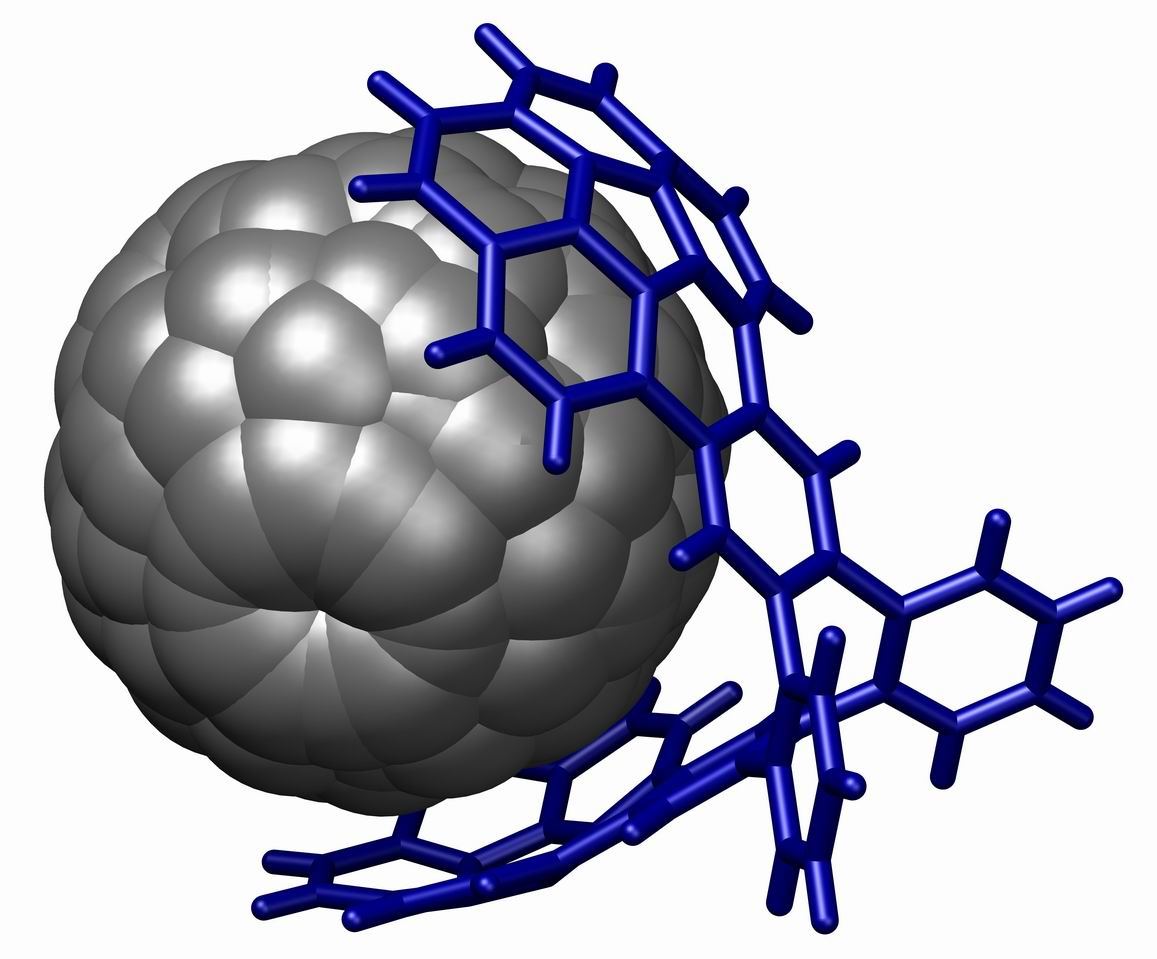
図2. バッキーキャッチャーのπ-π相互作用により挟まれたフラーレン、Sygulaらの報告

分子ピンセットまたは分子クリップは、ゲスト分子を挟み込むことができる開放性の空洞をもつ非環状のホスト分子である。「分子ピンセット」という用語は、Howard J. Whitlockが最初に使用した。しかし、この種のホスト分子は、1980年代中頃から1990年代初頭にかけてSteven C. Zimmermanによって研究開発され広まった、近年では、Frank-Gerrit Klärnerらにより研究されている。分子ピンセットの開放性空洞はホスト分子を非共有性結合で結び付ける。非共有性結合には水素結合、金属配位、 疎水性相互作用、ファンデルワールス力、π-π相互作用、静電効果のいずれかまたは任意の組み合わせが含まれる。このホスト-ゲスト複合体は大環状分子受容体の一部分とみなすことができ、またゲスト分子を挟み込む2つの「アーム」をもった構造であり、そのアームの片方の端だけが固定されているので、ある程度の柔軟性を示す（誘導適合モデル）。

## 事例
分子ピンセットの一例が、ジャン＝マリー・レーンらによって報告されている。この分子は、芳香族のゲスト分子を挟み込むことができる。この分子ピンセットは、芳香族ゲストが両方からπ-π相互作用を受けることができる距離に保持された2つのアントラセンのアームから構成されている(図1)。
別の種類の分子ピンセットは、長さが変えられるアミド結合でつながれた2つの置換ポルフィリン大環状化合物からなる。分子ピンセットのこの例は、この種の分子の潜在的な可動性を示す、すなわち、ピンセットを構成するポルフィリン平面の配向が、結合されるゲスト分子によって変更され得る。
他の構造の分子ピンセットとして、フラーレンを特異的に挟み込むものがあり、バッキーキャッチャーと呼ばれ、報告がなされている。このホスト分子は、「凸状」のフラーレンゲストの表面にぴったり合う2つの「凹状」のコランニュレンのピンセットで構成されている（図2）。1H 核磁気共鳴（NMR）分光法を用いて測定されたバッキーキャッチャーとC60フラーレンの結合定数 (Ka) は8600 M−1 であった。

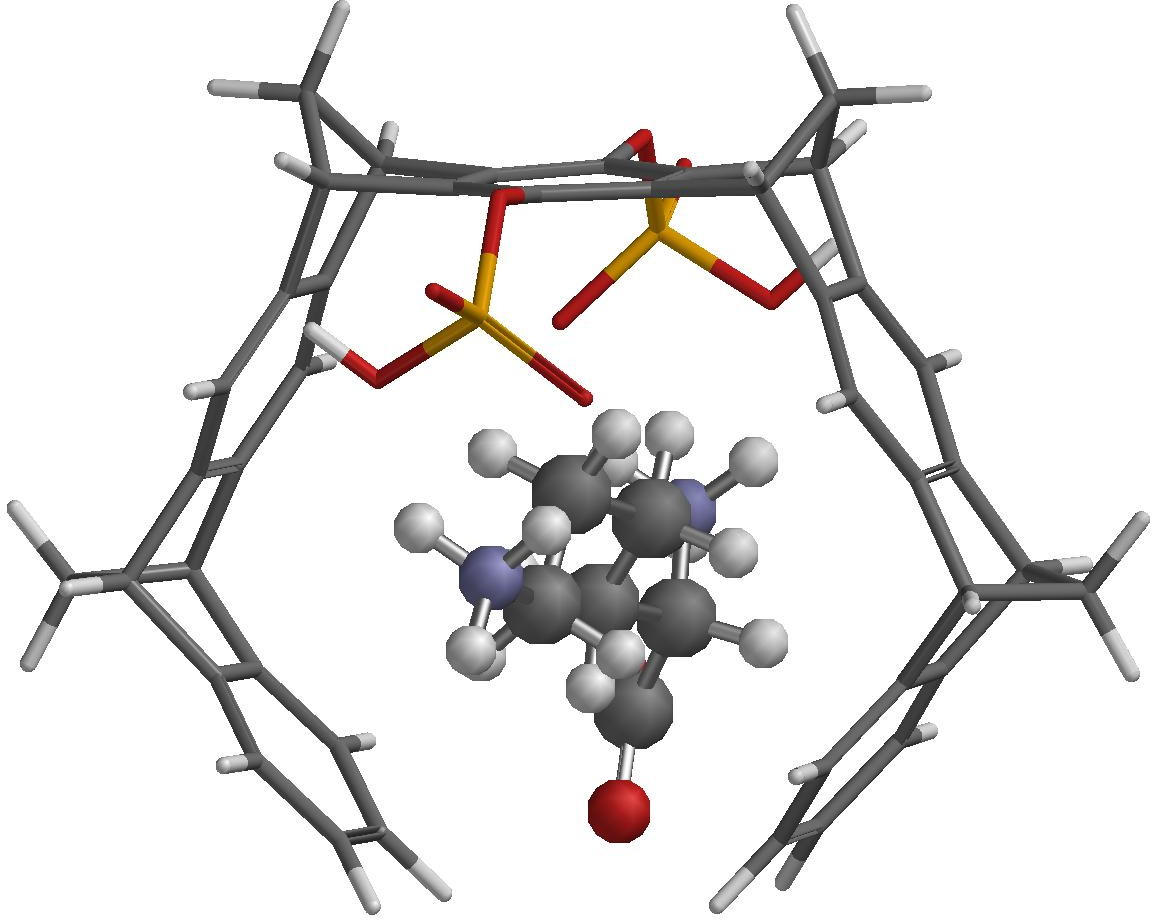
図3. 脂肪族側鎖を持つリシンが、リン酸置換の分子ベンゼンピンセットの空洞に挟まれている。静電的、CH-π、疎水性相互作用によって結合されている。Klärner、Schraderらによる報告。

ベンゼンとノルボルネン環を交互に結合して作られた水溶性のリン酸置換の分子ピンセットは、リシンやアルギニンのような塩基性アミノ酸の正電荷脂肪族側鎖に選択的に結合する(図-3はリシンを挟み込んだ状態、アルギニンよりも強く結合される) 。挟む部分が凸状ではなく平らである「分子クリップ」と呼ばれる同様の化合物もある、その化合物は平面状のナフタレン側壁の間に平坦なピリジニウム環（例えば、NAD(P)+のニコチンアミド環)を特異的に挟み込む（図4）。このような相互に排他的な結合モードによって、これら化合物は、ペプチドの塩基性アミノ酸側鎖とタンパク質との生物学的相互作用、また、NAD(P)+とその類似の補助因子との相互作用、を調べるための貴重なツールとなっている。例えば、上記の両タイプの化合物は、アルコールデヒドロゲナーゼのエタノールの酸化反応を阻害し、グルコース-6-リン酸デヒドロゲナーゼによるグルコース-6-リン酸の酸化を阻害する。

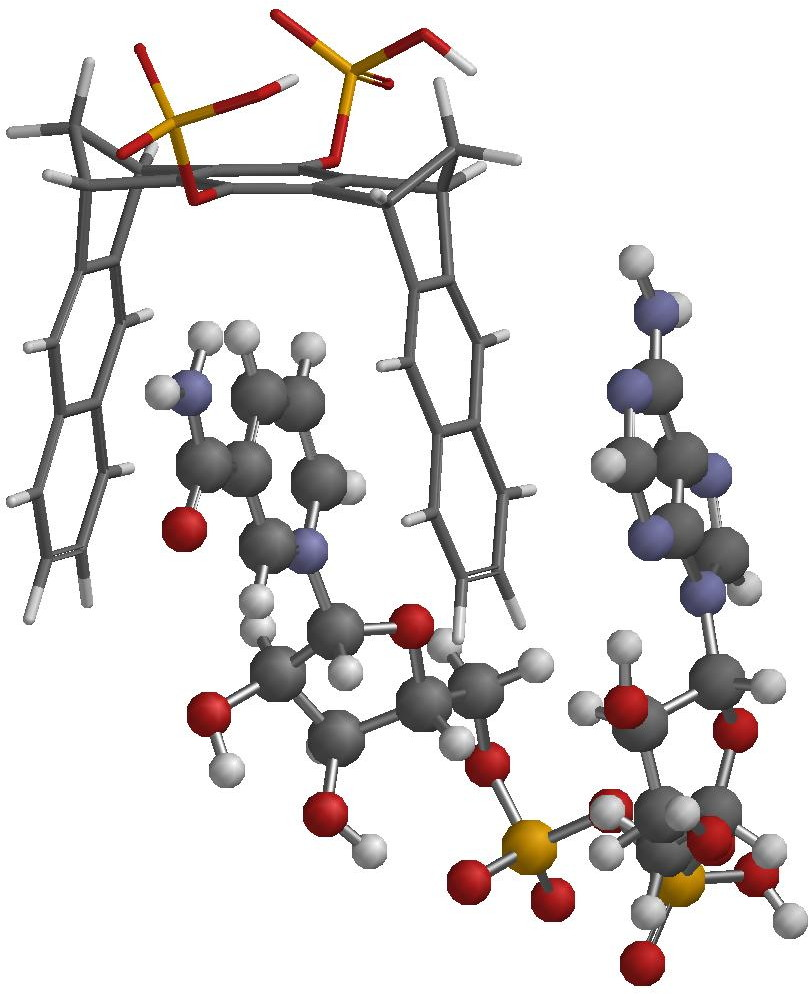
図4. ダブル-サンドイッチホスト-ゲスト複合体、リン酸置換された分子クリップとニコチンアミドアデニンジヌクレオチド（NAD^{+}、多くの酸化還元酵素の補助因子）。ニコチンアミド環（NAD^{+}の活性部位）はナフタレン側壁のクリップで挟まれている。Klärner、Schrader、Ochsenfeldによる報告。

先の分子クリップはさておき、分子ピンセットは様々な疾患に関連するアミロイド生成タンパク質による毒性オリゴマーと凝集物の形成を効率的に阻害する。アミロイドを形成するタンパク質の例を以下に挙げる、アルツハイマー病に関与するタンパク質であるアミロイドβタンパク質 (Aβ) およびタウタンパク質、パーキンソン病とその他のシヌクレイン病を引き起こすと考えられているα-シヌクレインこれは脊髄損傷を伴う、ハンチントン病を引き起こす変異ハンチンチンタンパク質、2型糖尿病で膵β細胞を破壊する膵島アミロイドポリペプチド(amylin)、家族性アミロイドポリニューロパチーや家族性アミロイド心筋症や老人性全身性アミロイドーシスを引き起こすトランスサイレチン(TTR)、腫瘍抑制タンパク質p53の凝集性向変異体、HIVへの感染を高める精液タンパク質の凝集 。重要なことに、分子ピンセットは、試験管だけでなく、様々な疾患の動物モデルにおいても有効で安全であることが判明しており、異常なタンパク質凝集に起因する疾患(そのすべては現在治療法がない)に対する薬剤として開発される可能性があることを示唆している。また分子ピンセットは、HIV、ヘルペス、C型肝炎などのエンベロープウイルスの膜を破壊することが示されており、殺菌剤の開発のための良い候補となっている。
上記の例は、分子ピンセットの潜在的な反応性および特異性を示すものである。ピンセットのアーム間の結合性の空洞は、ピンセットの立体配置によって、目標のゲスト分子に対し特異的に結合するように、調整進化することができる。この特徴により、この種類の高分子全般が、生物学と医学への重要な応用を伴う真の合成分子受容体となり得ると考えられている。